# Сель (Верхняя Сона)
Сель (фр. Selles) — коммуна во Франции, находится в регионе Франш-Конте. Департамент — Верхняя Сона. Входит в состав кантона Вовиллер. Округ коммуны — Люр.
Код INSEE коммуны — 70485.

## География

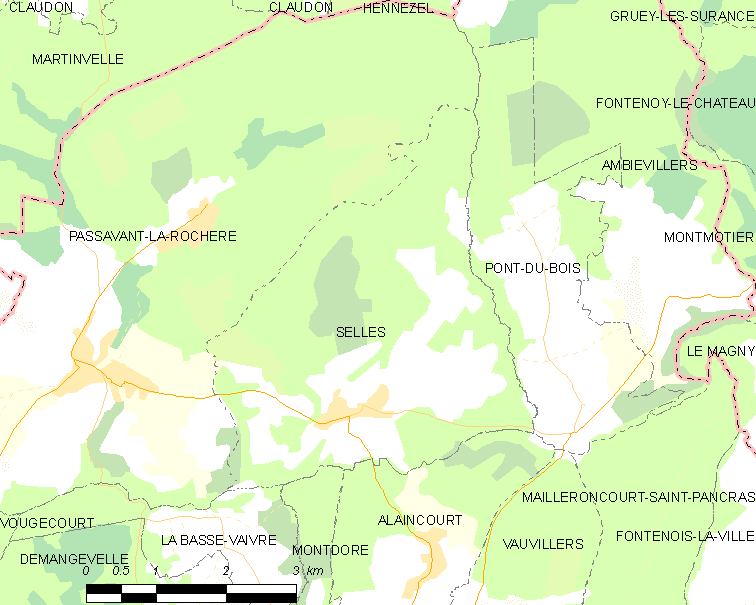
Карта коммуны

Коммуна расположена приблизительно в 300 км к востоку от Парижа, в 85 км севернее Безансона, в 39 км к северу от Везуля.
На юге коммуны протекает река Коне и проходит канал Вог.

## Население
Население коммуны на 2010 год составляло 242 человека.
| 1962 | 1968 | 1975 | 1982 | 1990 | 1999 | 2010 |
| ---- | ---- | ---- | ---- | ---- | ---- | ---- |
| 343  | 308  | 300  | 311  | 299  | 241  | 242  |

## Экономика
В 2010 году среди 139 человек трудоспособного возраста (15—64 лет) 92 были экономически активными, 47 — неактивными (показатель активности — 66,2 %, в 1999 году было 63,5 %). Из 92 активных жителей работали 84 человека (51 мужчина и 33 женщины), безработных было 8 (1 мужчина и 7 женщин). Среди 47 неактивных 4 человека были учениками или студентами, 25 — пенсионерами, 18 были неактивными по другим причинам.

## Достопримечательности
- Разводной мост через Восточный канал (1886 год). Исторический памятник с 1994 года[3]